# Sirtaki

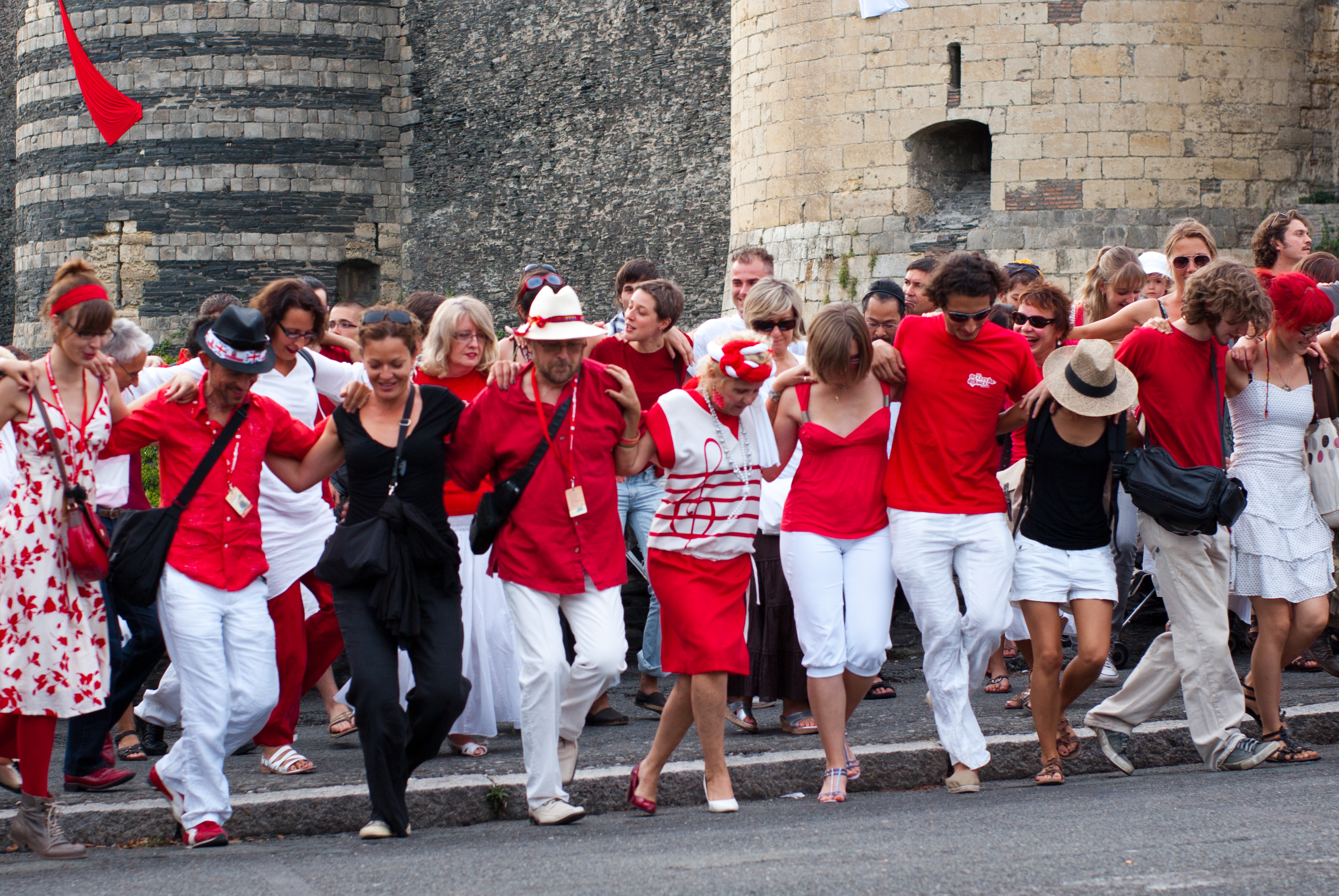
Mensen dansen de Sirtaki, als onderdeel van een flashmob tijdens het Accroche-Cœurs festival.

De Sirtaki of syrtaki (Grieks: συρτάκι, "kleine Syrtos") is een van oorsprong Griekse dans. Het is echter geen traditionele volksdans, maar een mengeling van snelle en langzame versies van de Hassapikos.
De dans kreeg wereldwijd bekendheid door het gebruik ervan in de film Zorba de Griek uit 1964. De versie zoals in deze film te zien, uitgevoerd onder choreografie van Giorgos Provias, is tegenwoordig de bekendste manier om de Sirtaki te dansen. Derhalve staat de Sirtaki informeel ook wel bekend als Zorbá's dans, Zorbas, of De dans van Zorba. Ook de muziek uit de film, gecomponeerd door Míkis Theodorakis, geldt tegenwoordig als de traditionele muziek waarop de Sirtaki gedanst dient te worden.

## Naam
De naam Sirtáki komt van het Griekse woord Syrtos ("σύρω (τον χορό)"), wat “sleep (de dans)” betekent. Deze naam is kenmerkend voor een groep van traditionele Kretenzische dansen.

## Uitvoering
De dans wordt altijd uitgevoerd door een groep van minimaal 2 mensen, die in een lijn naast elkaar of in een cirkel gaan staan met hun handen op de schouders van de personen naast hen. De lijnformatie is het bekendst. Daarna beweegt deze groep synchroon van links naar rechts, en worden de benen een voor een omhoog gegooid. De dans begint langzaam, maar het tempo wordt steeds verder opgevoerd.

## Wereldrecord
Op 1 september 2012 werd in de Griekse havenstad Volos het wereldrecord sirtakidansen gevestigd. 5600 mensen vormden toen één lange keten en dansten gelijktijdig de Sirtaki. De oudste deelnemer was 89 jaar, de jongste 16.

## Top 2000
De muziek van de Sirtaki komt onder de naam Zorba's Dans voor in de Top 2000 van Radio 2.